# Tropfenlaubenvogel
Der Tropfenlaubenvogel (Chlamydera guttata) ist eine Art aus der Familie der Laubenvögel (Ptilonorhynchidae) und ist ein Vertreter der Avifauna Australiens. Im Vergleich zu dem nur auf Neuguinea vorkommenden Dreigang-Laubenvogel ist diese Art auf Grund der australischen Verbreitung vergleichsweise gut erforscht.
Der Tropfenlaubenvogel ist mit einer Körperlänge von bis zu 28 Zentimeter einer der kleineren Vertreter in der Familie der Laubenvögel und zählt zu den Arten, zu deren Balzverhalten der Bau einer Laube durch das Männchen gehört. In seinem Erscheinungsbild erinnert er an den im Osten Australiens vorkommenden Fleckenlaubenvogel. Anders als bei vielen Laubenvögeln besteht kein auffälliger Geschlechtsdimorphismus. Es werden keine Unterarten für diese Art unterschieden.
Tropfenlaubenvögel sind sehr langlebig und brauchen mehrere Jahre, bis sie ihre Geschlechtsreife erreicht haben. Auf Grund der Intelligenzleistung, die sie beim Bau ihrer Lauben zeigen, werden sie zu den intelligentesten unter den Vögeln gezählt. Ihre Bestandssituation wird laut IUCN als ungefährdet (least concern) eingestuft.

## Merkmale

### Körpermaße
Tropfenlaubenvögel erreichen eine Körperlänge von bis zu 28 Zentimeter, wovon bei der Nominatform 8,6 bis 10,6 Zentimeter auf den Schwanz entfallen.  Die Schnabellänge beträgt 2,8 bis 3,1 Zentimeter. Die Männchen erreichen ein Gewicht zwischen 128 und 142 Gramm, Weibchen sind mit 122 bis 148 Gramm fast gleich schwer.

### Erscheinungsbild der Männchen

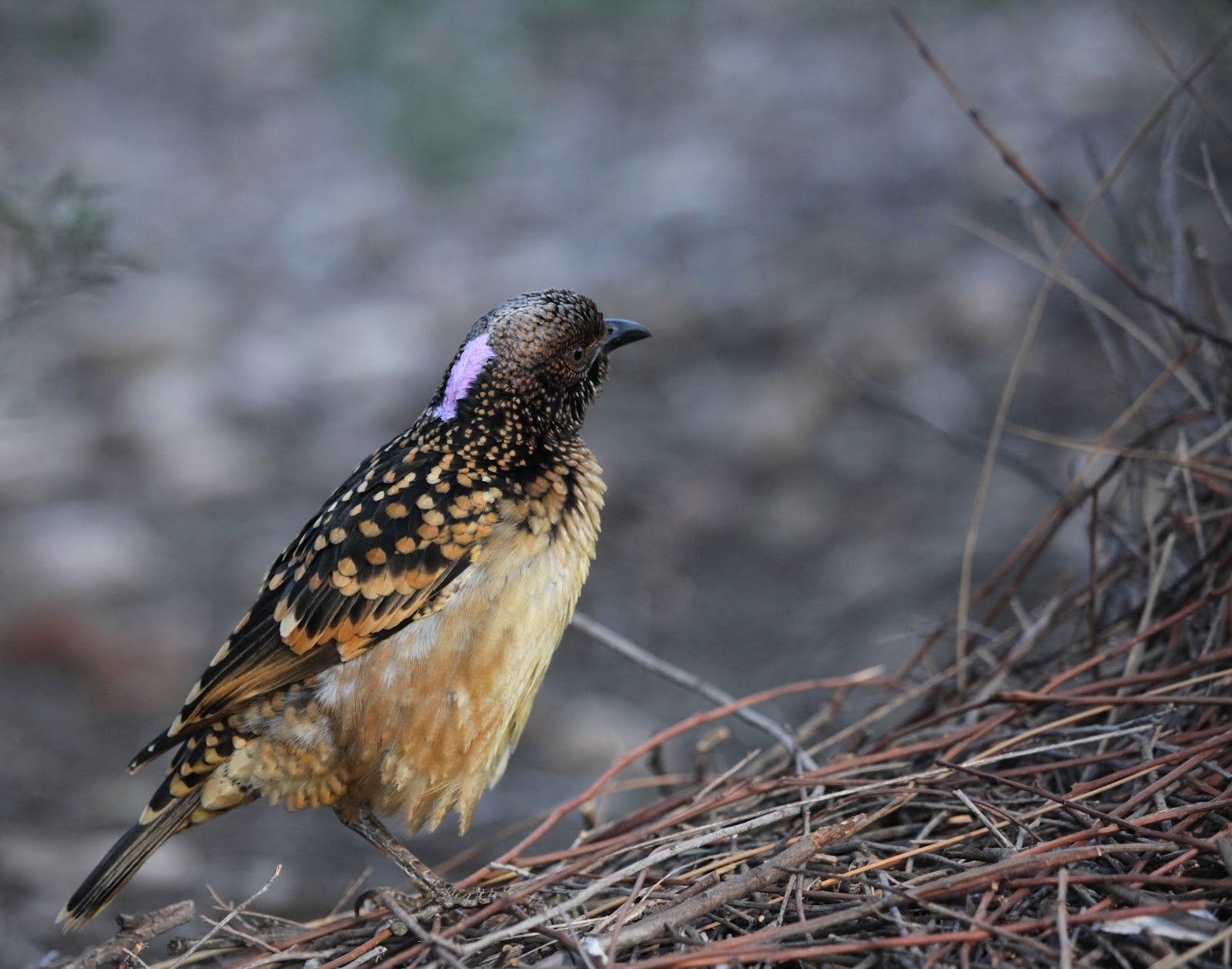
Tropfenlaubenvogel mit gut erkennbarem hellvioletten Nackenfleck

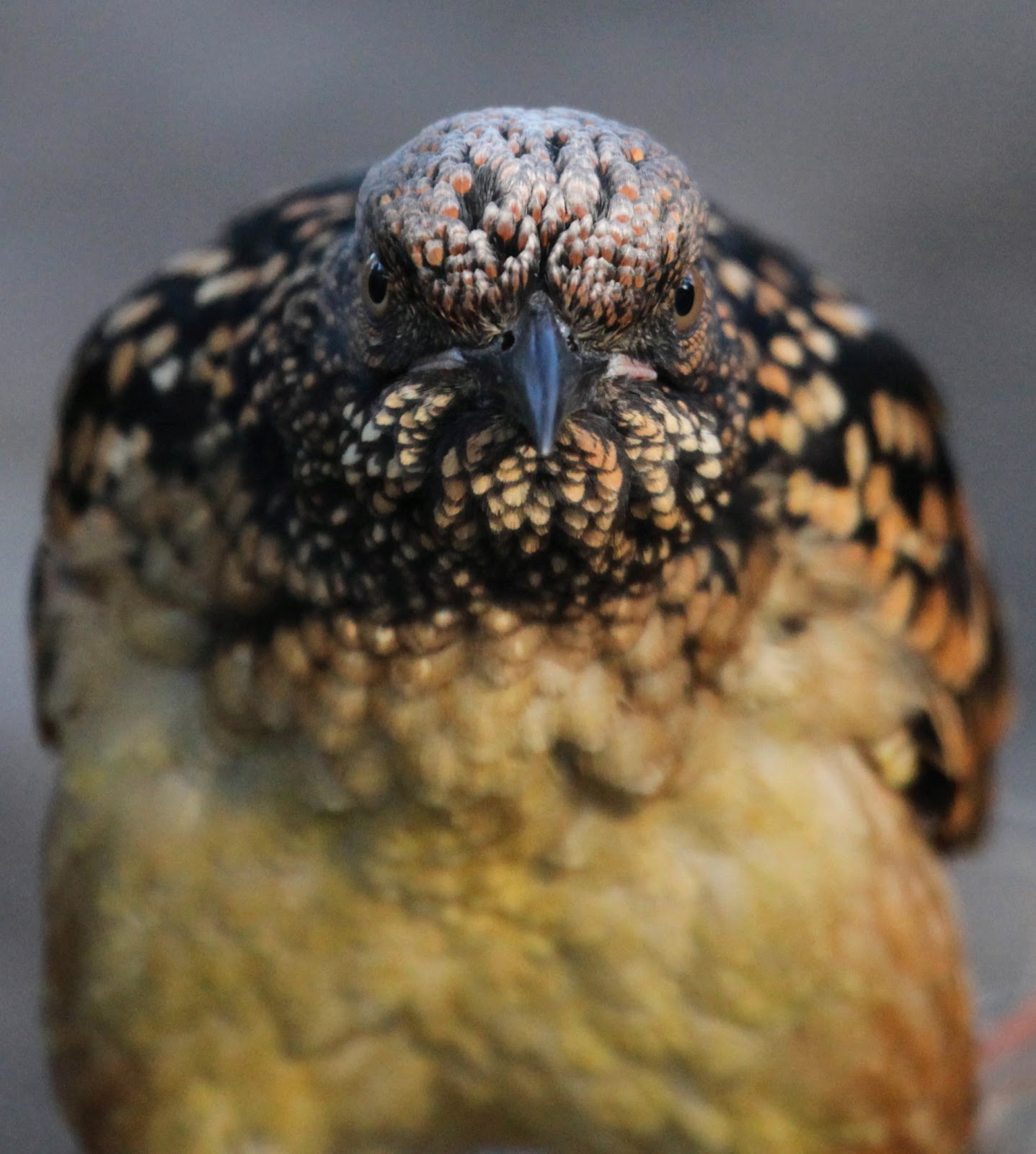
Tropfenlaubenvogel, Frontansicht

Das Gefieder des Tropfenlaubenvogels ist in seiner Grundfarbe und den Farbabzeichen individuell sehr variabel, dass sich das Gefieder schnell abnutzt.
Der Scheitel ist dunkel graubraun mit schwärzlichen Federsäumen, die meisten Federn haben feine kleine silbrig-schimmernde Federspitzen. Im Nacken hat er einen länglichen violettfarbenen Fleck bestehend aus etwas verlängerten Federn, die gesträubt werden können. Die übrige Körperoberseite ist schwarzbraun bis schwärzlich. Die einzelnen Federn haben silbrig weiße, ocker-, kastanien- oder isabellfarbene Federspitzen, so dass der Vogel auf der Körperoberseite getupft wirkt.  Insbesondere bei Vögeln, die kurz vor der Mauser stehen, können diese Flecken durch die Abnutzung des Gefieders nahezu vollständig verschwunden sein.
Das Kinn, die Kehle, die Ohrdecken und die Vorderbrust sind schwarzbraun mit sehr kleinen hellbraunen bis schmutzig weißen Federspitzen. Die übrige Körperunterseite ist isabellfarben, wobei die Brust etwas dunkler ist als die übrige Körperunterseite. Die Unterschwanzdecken sind blass lehmfarben mit einer dunkleren Querbänderung. Der Schnabel ist schwärzlich bis schwarz, die Iris ist dunkelbraun.

### Erscheinungsbild der Weibchen und Jungvögel
Das Weibchen ähnelt dem Männchen, bei ihnen bildet sich der Nackenfleck aber erst mit zunehmenden Lebensalter. Das Schwanzgefieder ist bei ihnen tendenziell etwas länger und die Kehle ist tendenziell etwas stärker getupft.
Jungvögel haben wie die Weibchen im Schnitt ein etwas längeres Schwanzgefieder als die adulten Männchen. Die Spitzen der Federn sind heller, so dass die Jungvögel insgesamt heller wirken. Der lilafarbene Nackenfleck fehlt bei ihnen noch.

### Stimme
Zu den Rufen des Tropfenlaubenvogels gehören klickernde, rasselnde und zischende Laute wie sie auch für den Flecken- und Graulaubenvogel beschrieben werden.
Wie für viele Laubenvögel beschrieben ahmt der Tropfenlaubenvogel außerdem die Rufe diverser Vogelarten seines Verbreitungsgebietes sowie eine große Bandbreite an Umgebungsgeräuschen nach, insbesondere die Anwesenheit von Fressfeinden kann zur Nachahmung bestimmter Rufe führen.
Zu den nachgeahmten Rufen gehören die des Ringsittichs, Gelbstirn-Schwatzvogels, Pfeifhonigfressers (Lichensostomus Vierecks), Schwarzgesicht-Raupenfängers, Schwarzkehl-Krähenstars (Cracticus nigrogularis), Bennettkrähe, Keilschwanzmilans, Braunkehl-Honigfressers (Acanthagenys rufogularis), Neuhollandkrähe, Habichtfalke, Haubenliest, Brauensäbler (Pomatostomus superciliosus) und Zebrafinks. Der Tropfenlaubenvogel ahmt außerdem das Husten von Menschen, das Wiehern von Pferden, das Bellen von Hunden und das Miauen von Katzen nach.

## Verbreitungsgebiet und Lebensraum

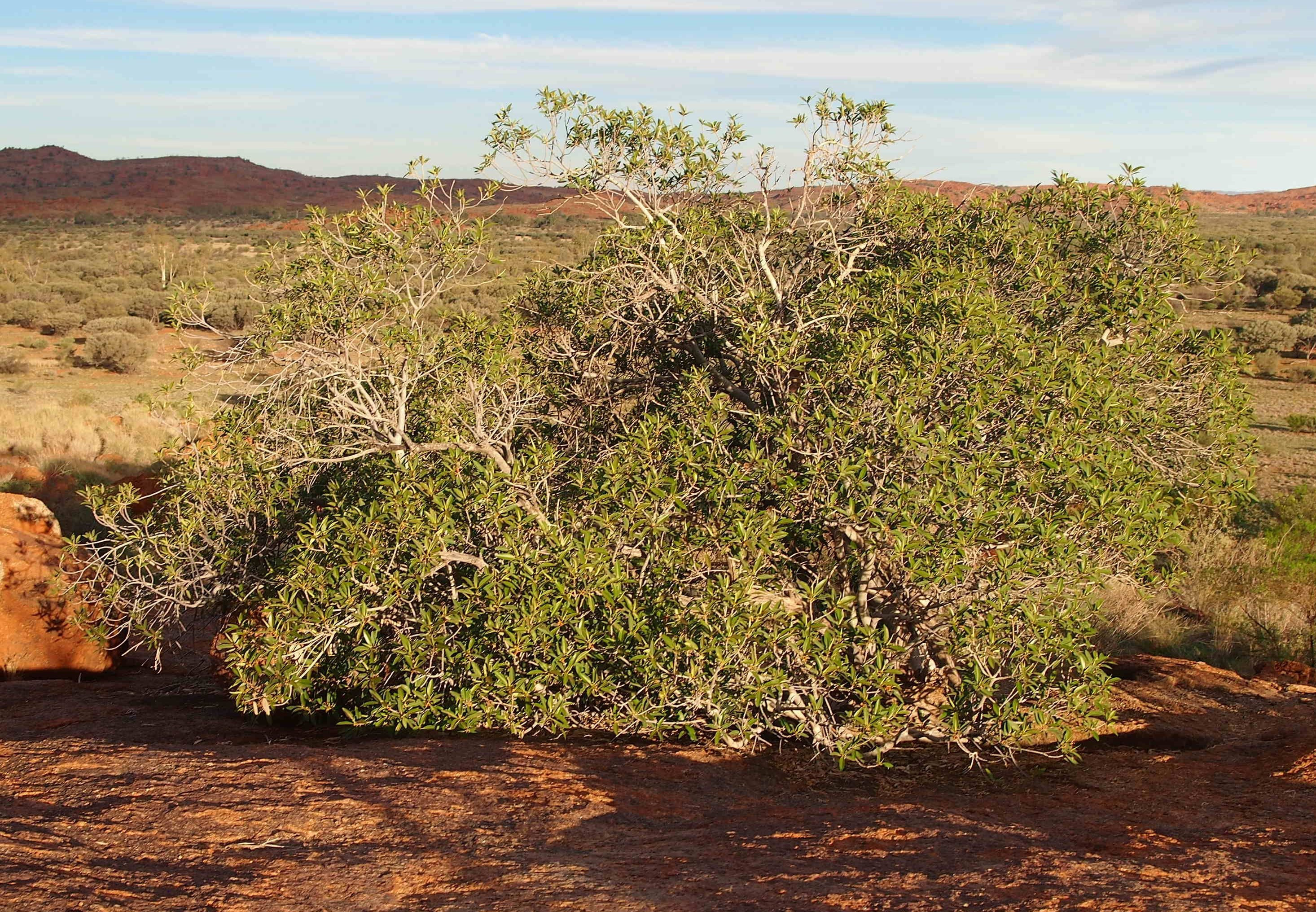
Ficus platypoda. Das Verbreitungsgebiet des Tropfenlaubenvogel überlappt sich stark mit dieser Wildfeigenart.

Der Tropfenlaubenvogel ist, abgesehen von dem im tropischen Nordaustralien vorkommenden Graulaubenvogel, der einzige Laubenvogel mit einem westaustralischen Verbreitungsgebiet.  Sein Verbreitungsgebiet ist disjunkt. In Western Australia erstreckt sich sein Verbreitungsgebiet vom North West Cape an der westaustralischen Küste durch das Gebiet von Pilbara bis ins Landesinnere dieses australischen Bundesstaates. Ein zweites Verbreitungsgebiet erstreckt sich in einem langen Band entlang der Grenze des Northern Territory bis in eine Region 200 bis 300 Kilometer nordöstlich von Alice Springs. Das Verbreitungsgebiet des Tropfenlaubenvogels überlappt sich nicht mit dem des äußerlich ähnlichem  Fleckenlaubenvogels. Die Verbreitungsgebiete der beiden Arten weisen zwischen 137° und 138° östlicher Länge eine rund 100 Kilometer breite Lücke auf.
Es werden zwei Unterarten unterschieden:
- C. g. carteri Mathews, 1920 – North West Cape, in Western Australia.
- C. g. guttata Gould, 1862 – Western Australia vom Eighty Mile Beach südöstlich des North West Cape, über Pilbara bis ins Landesinnere von Western Australia und von der  Rawlinson Range bis ins Northern Territory.

Als Lebensraum präferiert der Tropfenlaubenvogel Waldflächen entlang von Fließgewässern. Er kommt aber auch in Schluchten vor sowie in Felsregionen, wenn dort ausreichend Wasser vorhanden ist. Sein Verbreitungsgebiet überlappt sich stark mit der der Wildfeigenart Ficus platypoda. Die Assoziation des Tropfenlaubenvogels mit diesem Strauch war bereits zu Beginn des 20. Jahrhunderts bekannt: Die teilweise lückenhafte Verbreitung des Tropfenlaubenvogels und seine südliche Verbreitungsgrenze wurden mit dem Vorkommen dieser Pflanze erklärt. Clifford und Dawn Frith weisen jedoch darauf hin, dass der Tropfenlaubenvogel durchaus auch in Regionen vorkommt, in denen diese Pflanze fehlt.
Grundsätzlich kommt der Tropfenlaubenvogel in deutlich trockeneren Regionen als der Graulaubenvogel vor. Er besiedelt auch Regionen, die jährlich lediglich 130 Milliliter Niederschlag haben.

## Lebensweise und Nahrung

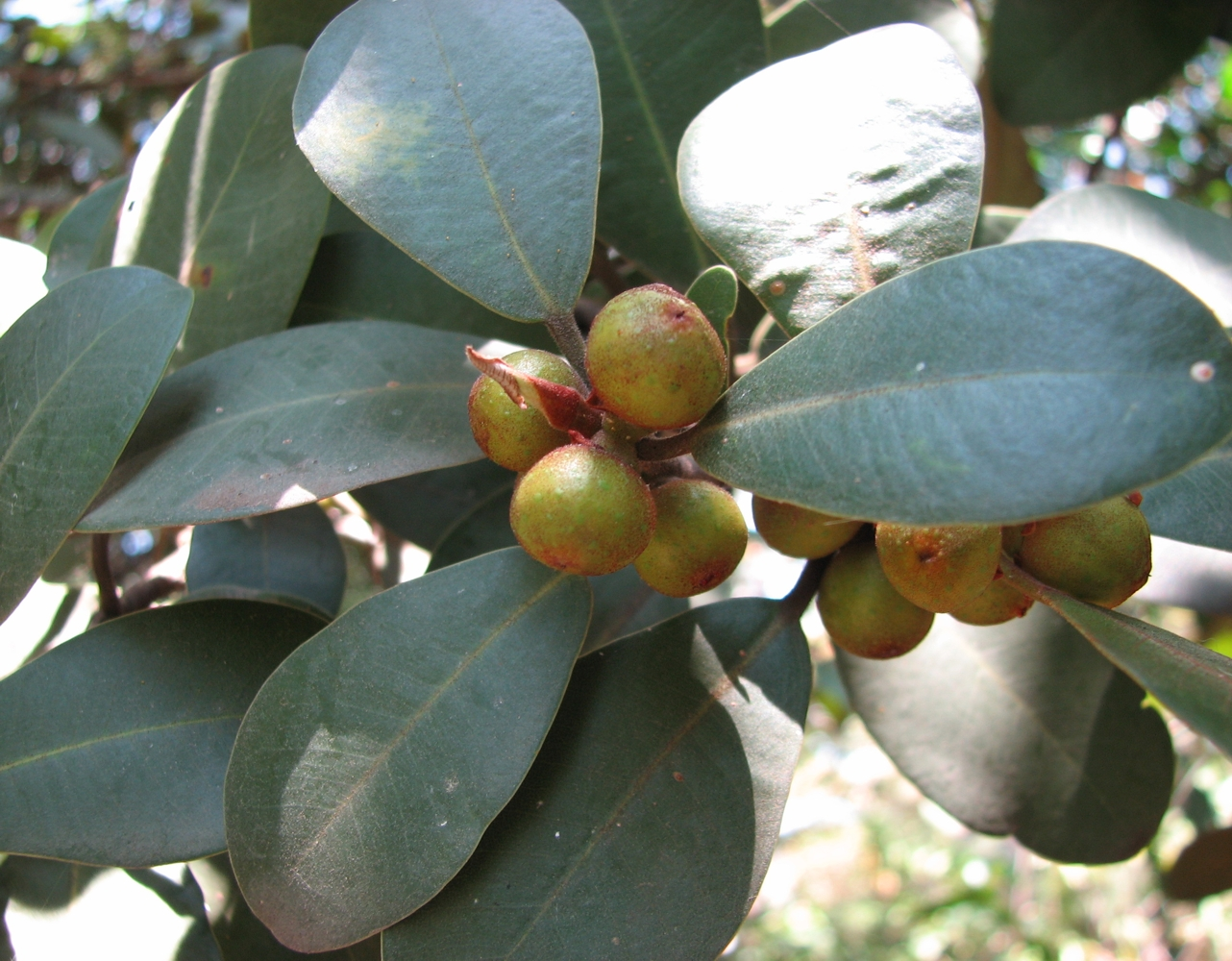
Früchte der Feigenart Ficus platypoda

Der Tropfenlaubenvögel ist auf Grund des getupften Gefieders im Unterholz in der Regel kaum auszumachen. Grundsätzlich ist er ein scheuer Vogel, der lediglich während Trockenzeiten auf der Suche nach Wasser in die Nähe von Menschen kommt. Häufig sind mehrere Vögel gleichzeitig an Wasserstellen zu beobachten.
Ficus platypoda trägt ganzjährig Früchte. In den Everard Ranges in der Nähe des Mintabie-Opalfeldes decken Tropfenlaubenvögel ihren Nahrungsbedarf etwa zur Hälfte mit diesen Feigen. Sie fressen außerdem die Steinfrüchte von Sandelholzbäumen (Santalum spicatum), Schlangenhaargurken und die Schließfrüchte von Riemenblumengewächsen.
Zu ihrer Nahrung gehören auch Nektar und Blüten vor allem von verschiedenen Bäumen der Gattung Acacia sowie Spinnen und Insekten, beispielsweise Nachtfalter, Ameisen, Käfer und Heuschrecken. Kleinere Trupps suchen gelegentlich auch Gärten auf, um dort die angebauten Gemüse und Früchte zu fressen.

## Fortpflanzung

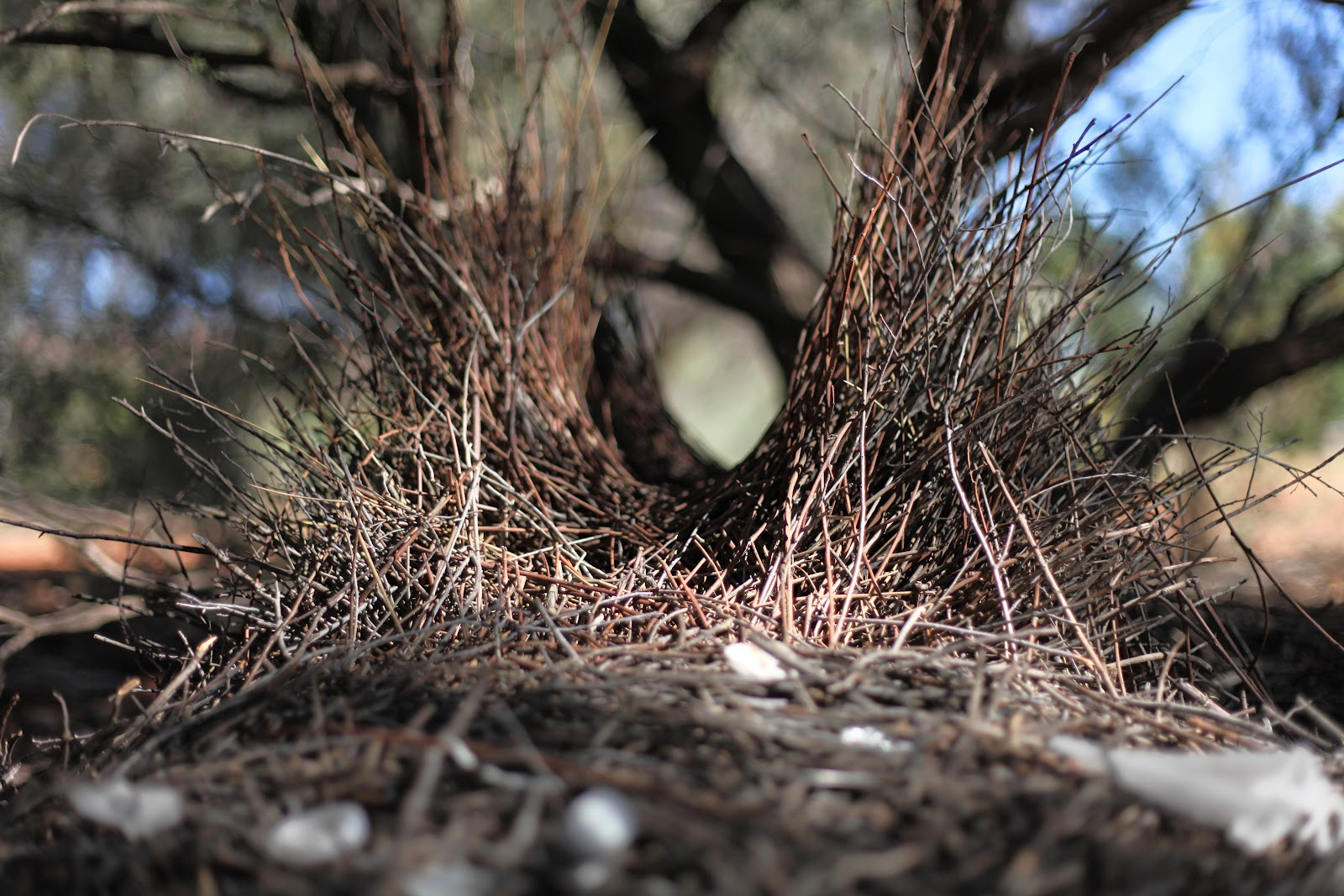
Laube des Tropfenlaubenvogels

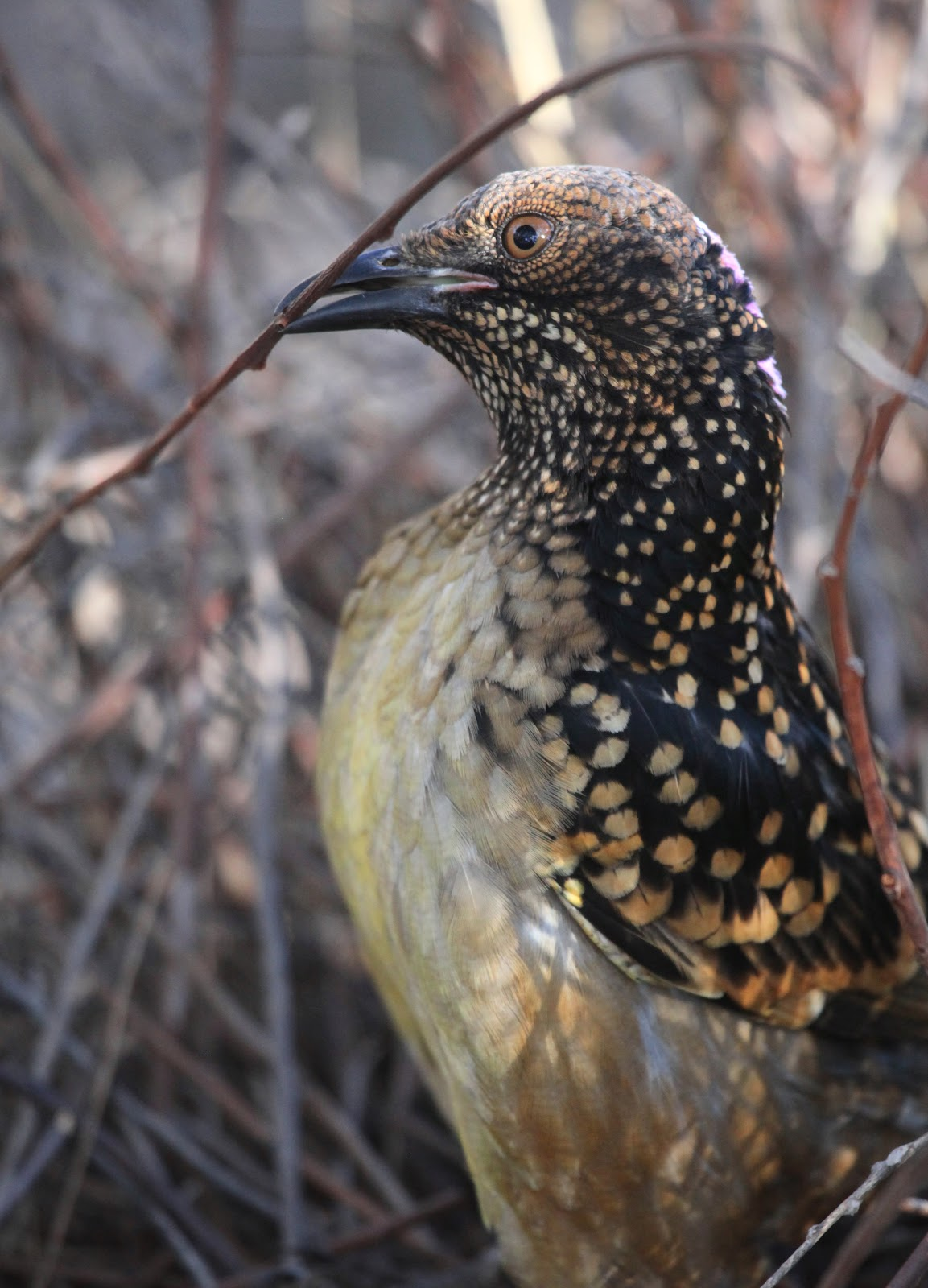
Männchen beim Laubenbau

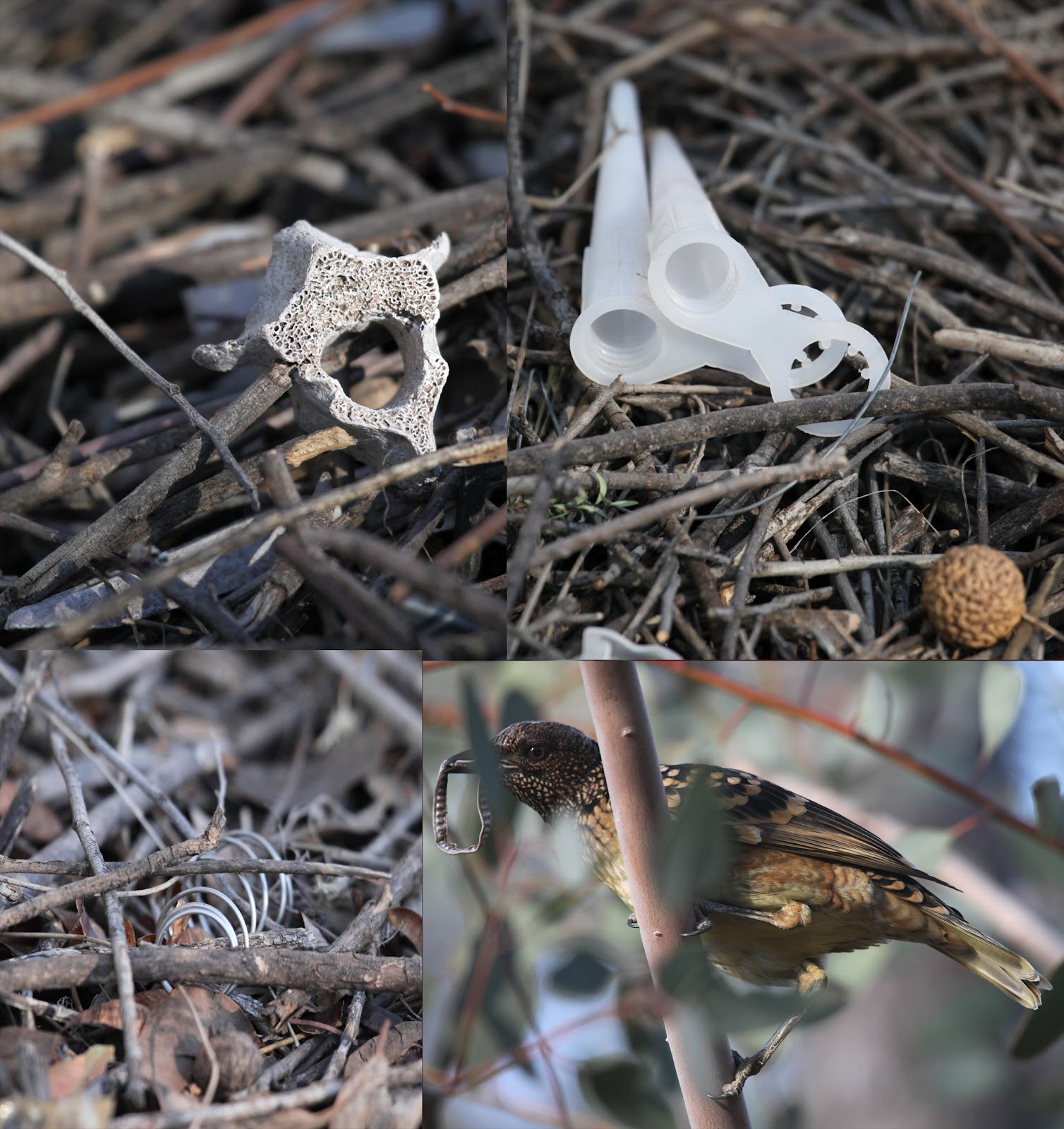
Schmuckobjekte einer Laube: ausgebleichter Knochen, weiße Plastikteile, metallene Ringe und ein Männchen, das einen metallenen Ring im Schnabel trägt

Die Männchen des Tropfenlaubenvogels sind polygyn, das heißt, sie paaren sich mit mehreren Weibchen. Das Weibchen baut alleine das Nest, bebrütet alleine das Gelege und zieht allein die Jungvögel auf. Die Männchen werben um die Weibchen mit dem Bau von Lauben, die wie beim Seidenlaubenvogel, den Sericulus-Arten und den anderen Arten der Gattung Chlamydera zum Typus „Allee“ gehören. Wie bei anderen Laubenvogelarten wird diese Laube mit Dekorationsobjekten geschmückt und die Wände der Laube teilweise auch bemalt. Das Männchen hält sich die meiste Zeit des Jahres in der Nähe seiner Laube auf. Sie balzen vor allem im Zeitraum von August bis Dezember.

### Laube
Das Männchen baut eine Laube, die aus zwei parallelen, aus flexiblen Ästchen gebauten Wänden besteht. Sie steht normalerweise auf einer Plattform bestehend aus Ästchen, die eine Höhe von 15 bis 20 Zentimeter hat. Lauben sind durchschnittlich 36 Zentimeter lang und 16 Zentimeter weit. Die Höhe, gemessen an der Innenseite der Wände, beträgt 23 Zentimeter. Anders als bei vielen anderen Laubenvögel ist der Mittelgang der Laube nicht in eine bestimmte Richtung ausgerichtet. In der Regel baut sie das Männchen unter den überhängenden Zweiten eines Baumes. Sie sind häufig so gut versteckt, dass sie noch nicht einmal aus einem Abstand von zwei Metern sichtbar sind.
Von 12 Lauben, die am North West Cape untersucht wurden, befanden sich zwei am Boden einer Schlucht, vier standen am Kamm eines Hügels und sechs in der flachen Küstenebene dieser Halbinsel. Der Abstand von einer Laube zur anderen betrug zwischen 1,2 und 2 Kilometer. Es gibt Indizien dafür, dass die Männchen eine neue Laube alle zwei bis drei Jahre neu bauen. Sie nutzen dabei häufig den gleichen Standort und errichten die neue Laube nur wenige Meter von der Alten entfernt.

### Schmücken der Laube
Zum Schmücken der Laube verwenden die Männchen Beeren, Früchte, Samenstände und vom Menschen hergestellte Objekte. Die Anzahl der Objekte, die eine einzelne Laube schmücken, kann hoch sein. Ähnlich wie beim ostaustralischen Fleckenlaubenvogel kann die Anzahl der präsentierten Schmuckobjekte mehr als 1000 betragen.
Bei einer näher untersuchten Laube in der Nähe des Exmouth-Golfs verwendete das Männchen als Schmuck 136 überwiegend frische Samenhülsen der Mulga, 18 grüne Beeren einer Stechapfelart, 12 Fruchtstände einer Jasminum-Art, 4 Samenhülsen von Acacia-Arten und eine nicht identifizierte Samenkapsel. Daneben hatte das Männchen 93 Munitionshülsen gesammelt, 20 Calcit-Kristalle, mehrere gebleichte Knochen und zahlreiche weißliche Kiesel. Bei einer in der Nähe von Alice Springs untersuchten Laube nutzte das Männchen 1427 Knochenobjekte, 174 Schneckenhäuschen sowie zahlreiche Kiesel und Grals- sowie Metallfragmente. Insgesamt wog das angebrachte Dekorationsmaterial 7,4 Kilogramm.
Vereinzelt bemalen die Männchen auch ihre Laube. Ein Männchen benutzte dazu die Blüten eines Emustrauches, den es zu einem Brei zerkaut hatte.

### Nest, Brut und Gelege
Die Brutzeit fällt in die Monte Juli bis März. Das Nest wird in niedrigen Bäumen, in Büschen oder gelegentlich auch in Kletterlianen gebaut. Es besteht aus einer losen Plattform aus trockenen Ästen, auf dem ein flachen Napfnest sitzt, dass mit dünneren Ästchen, Gräsern und Kasuarinen-Nadeln ausgelegt wird. Das Gelege besteht aus zwei Eiern, seltener auch nur einem Ei. Die Eier sind blass graugrün bis isabellfarben und haben ein dichtes Muster aus braunen bis schwarzbraunen Kritzeln. Die Aufzucht der Nestlinge ist bislang noch nicht abschließend untersucht.

## Tropfenlaubenvögel und Menschen
In der Nähe von Alice Springs und in West Australia sind vereinzelt Tropfenlaubenvögel gehalten worden. Genauere Beschreibungen über die Haltung lagen bis 2004 jedoch noch nicht vor.

## Einzelbelege
1. 1 2 3   Handbook of the Birds of the World zum Tropfenlaubenvogell, aufgerufen am 10. April 2017
2. 1 2 3 4 5   Frith: The Bowerbirds - Ptilonorhynchidae. S. 419.
3. 1 2 3 4   Frith: The Bowerbirds - Ptilonorhynchidae. S. 416.
4. ↑   Frith: The Bowerbirds - Ptilonorhynchidae. S. 417.
5. ↑   Rowland: Bowerbirds. S. 87.
6. ↑   Rowland: Bowerbirds. S. 85.
7. ↑   Rowland: Bowerbirds. S. 88.
8. 1 2   Frith: The Bowerbirds - Ptilonorhynchidae. S. 418.
9. 1 2   Rowland: Bowerbirds. S. 89.
10. ↑   Frith: The Bowerbirds - Ptilonorhynchidae. S. 422.
11. 1 2   Frith: The Bowerbirds - Ptilonorhynchidae. S. 420.
12. ↑   Frith: The Bowerbirds - Ptilonorhynchidae. S. 423.